# Hollywood Film Awards 2014
La 18ª edizione degli Hollywood Film Awards si è tenuta il 14 novembre 2014 a Los Angeles in California. La cerimonia è stata presentata da Queen Latifah.
Per la prima volta la cerimonia è stata mandata in onda dall'emittente televisiva CBS.

## Vincitori

### Premio alla carriera
- Michael Keaton

### Miglior attore
- Benedict Cumberbatch - The Imitation Game

### Miglior attrice
- Julianne Moore - Still Alice

### Miglior attore non protagonista
- Robert Duvall - The Judge

### Miglior attrice non protagonista
- Keira Knightley - The Imitation Game

### Miglior regista
- Morten Tyldum - The Imitation Game

### Miglior attore emergente
- Eddie Redmayne - La teoria del tutto (The Theory of Everything)

### Miglior attrice emergente
- Shailene Woodley - Colpa delle stelle (The Fault in Our Stars)

### Miglior regista emergente
- Jean-Marc Vallée - Wild

### Miglior volto nuovo
- Jack O'Connell

### Miglior cast
- Steve Carell, Channing Tatum e Mark Ruffalo - Foxcatcher - Una storia americana (Foxcatcher)

### Miglior personaggio internazionale
- Jing Tian

### Miglior sceneggiatura
- Gillian Flynn - L'amore bugiardo - Gone Girl (Gone Girl)

### Miglior film d'animazione
- Dragon Trainer 2 (How to Train Your Dragon 2), regia di Dean DeBlois

### Miglior blockbuster
- Guardiani della Galassia (Guardians of the Galaxy), regia di James Gunn

### Miglior documentario
- Mike Myers - Supermensch: The Legend of Shep Gordon

### Miglior film commedia
- Chris Rock - Top Five

### Migliori effetti speciali
- Scott Farrar - Transformers 4 - L'era dell'estinzione (Transformers: Age of Extinction)

### Migliori costumi
- Milena Canonero - Grand Budapest Hotel (The Grand Budapest Hotel)

### Miglior montaggio
- Jay Cassidy e Dody Dorn - Fury

### Miglior scenografia
- Dylan Cole e Gary Freeman - Maleficent

### Miglior compositore
- Alexandre Desplat - The Imitation Game

### Miglior sonoro
- Ren Klyce - L'amore bugiardo - Gone Girl (Gone Girl)

### Miglior fotografia
- Emmanuel Lubezki - Birdman

### Miglior canzone
- "What Is Love" - Rio 2 - Missione Amazzonia (Rio 2)

### Miglior trucco e parrucco
- David White e Elizabeth Yianni-Georgiou - Guardiani della Galassia (Guardians of the Galaxy)

### Miglior film
- L'amore bugiardo - Gone Girl (Gone Girl), regia di David Fincher